# 達爾博鎮區 (明尼蘇達州伊善提縣)
達爾博鎮區（英語：Dalbo Township）是位於美國明尼蘇達州伊善提縣的一個行政鎮區。

## 地方資料
達爾博鎮區的面積為93.70平方千米，當中陸地面積為91.59平方千米，而水域面積為2.11平方千米。根據2020年美國人口普查的數據，當地共有人口781人，而人口密度為每平方千米8.34人。